# أرت سميث (لاعب هوكي الجليد)
أرت سميث هو لاعب هوكي الجليد كندي، ولد في 29 نوفمبر 1906 في تورونتو في كندا، وتوفي في 15 مايو 1962.

## وصلات خارجية
- أرت سميث على موقع دوري الهوكي الوطني (الإنجليزية)
- أرت سميث على موقع EliteProspects.com (الإنجليزية)
- أرت سميث على موقع HockeyDB.com (الإنجليزية)
- أرت سميث على موقع Hockey-Reference.com (الإنجليزية)